# 平川雄一
平川 雄一（ひらかわ ゆういち、1980年3月8日 - ）は、日本の音楽家、ロックバンド、ザ・ペンフレンドクラブのリーダー、音楽プロデューサー、漫画家、イラストレーター、執筆者。
兵庫県尼崎市出身。

## 人物
様々な経歴を持つマルチな才能を持っており、自身のリーダー・バンド、ザ・ペンフレンドクラブではザ・ビーチボーイズ、フィル・スペクター、山下達郎、大瀧詠一等の影響下にある音楽性で活動。同バンドのプロデューサー、録音作のミキシング、マスタリングエンジニアでもある。
別のバンド、The Clearasils、The Artsではブリティッシュビート、マージ―ビート等の音楽性で活動。SOLEILにはサポートギタリストとして参加。
自身の漫画「中村メイコをかき鳴らせ!!!」で描かれるようなギター・コレクター。WebVANDAの執筆者。ニックネームは「先生」で、しりあがり寿の漫画アシスタントでもあった。

## 経歴
（ザ・ペンフレンドクラブ#経歴も参照のこと）
兵庫県尼崎市生まれ。2000年、芦屋芸術情報専門学校卒業後上京。
2001年5月、講談社月刊少年マガジン「クソガキ」連載、デビュー。
2008年8月、講談社月刊少年マガジン「中村メイ子をかき鳴らせ!!!」連載。
2010年4月、秋田書店プレイコミック「尼崎七輪娘 ギアラちゃん」連載。
2012年8月、バンド、ザ・ペンフレンドクラブ活動開始。
同月、「THE DIG Special Edition」に描き下ろし漫画「That's Why God Made The Beach Boys」寄稿。
2014年11月、ザ・ビーチ・ボーイズのドキュメンタリー「アン・アメリカン・バンド」DVD版イラスト、装丁、解説を執筆。
2014年12月、ユニバーサルミュージック高音質紙ジャケシリーズ内のザ・ビーチ・ボーイズ『ザ・ビーチ・ボーイズ・トゥディ』『サマー・デイズ』に解説を執筆。
2016年、RYUTistに「ふたりの夕日ライン」楽曲提供。アルバム『日本海夕日ライン』収録。
2017年、RYUTistに「わたしのこみち」楽曲提供。アルバム『柳都芸妓』収録。
2017年11月、ポップ&ロックミュージック音楽研究誌VANDA公式サイトWebVANDAの新たな執筆者として参加。
2018年11月、RYUTistに「Christmas Delights」楽曲提供。
2019年5月、渡来宏明、林克典、岩淵尚史らと60'sビートバンド、The Artsを結成。
2019年5月～11月、SOLEILのサポートギターを務める。
2019年9月、ジェフリー・フォスケットのアルバム『VINTAGE SUMMER』に解説を執筆。
2022年12月、cana÷bissのメンバー、ごいちーに「新しいメロディ（feat. The Pen Friend Club）」楽曲提供。アルバム『聴かせてよ、ミスター』収録。
2023年12月23日、神野敦史、島田一樹らとマージービートバンド、The Clearasilsの活動を再開。

## レコーディング参加作品
- カンケ - 「The Other Gates」「ポケットいっぱいの幸せ」「Hang-Ten Groovin'（Feat. Yuichi Hirakawa）」「Moonlight Serenade」
  - 『HOMMAGE』 収録（2016年｜UICZ-4349）
- RYUTist
  - 「ふたりの夕日ライン」
    - 『日本海夕日ライン』収録（2016年｜RR-012）

  - 「わたしのこみち」
    - 『柳都芸妓』収録（2017年｜PGDC-0005）
- MIKKO「色・ホワイトブレンド」
  - 『ANYTHING GOES – MIKKO COVERS –』収録（2018年｜VSCF-1768）
- Megumi『雨、時々メロディ』EP（2020年）
  - ミキシング&マスタリング・エンジニアとして

### 映像作品
- SOLEIL - 「アナクロ少女」「姫林檎GO GO!」「Red Balloon」
  - DVD『LIVE AT VEATS』（2020年｜VIBL-979）出演

### 単行本
- クソガキ - 全5巻 講談社コミックス（講談社刊）
- 中村メイコをかき鳴らせ!!! - 全4巻 講談社コミックス（講談社刊）

### その他
- 「THE DIG Special Edition」描き下ろし漫画「That's Why God Made The Beach Boys」（2012年）
- ザ・ビーチ・ボーイズ『アン・アメリカン・バンド』DVD版イラスト、装丁、解説（2014年）
- ユニバーサルミュージック高音質紙ジャケシリーズ ザ・ビーチ・ボーイズ『ザ・ビーチ・ボーイズ・トゥディ』『サマー・デイズ』解説（2014年）
- KBS京都 ジングル作曲（2016年）
- ジェフリー・フォスケット『VINTAGE SUMMER』解説（2019年）